# نوکیا ۳٫۱
نوکیا ۳٫۱ یک گوشی هوشمند اندرویدی سطح پایه با برند نوکیا است که در می ۲۰۱۸ توسط اچ‌ام‌دی گلوبال عرضه شد. این گوشی جانشین نوکیا ۳ است و با اندروید ۸٫۰ "اوریو" ارائه شده شده ولی می‌تواند به اندروید ۱۰ به روز شود. این گوشی بخشی از برنامه اندروید وان گوگل است.